# 方正集團
北大方正集團有限公司，通常簡稱方正集團（英語：Founder Group），於1986年由北京大學開辦。其網站將王选稱為技術奠基人，奠定該企業的起家之業。截止到2018年底，方正集團約有3.8萬名員工，總資產3606億元，總收入1042億元，凈資產655億元。2020年，北京市第一中级人民法院裁定該集團破產重整。

## 歷史

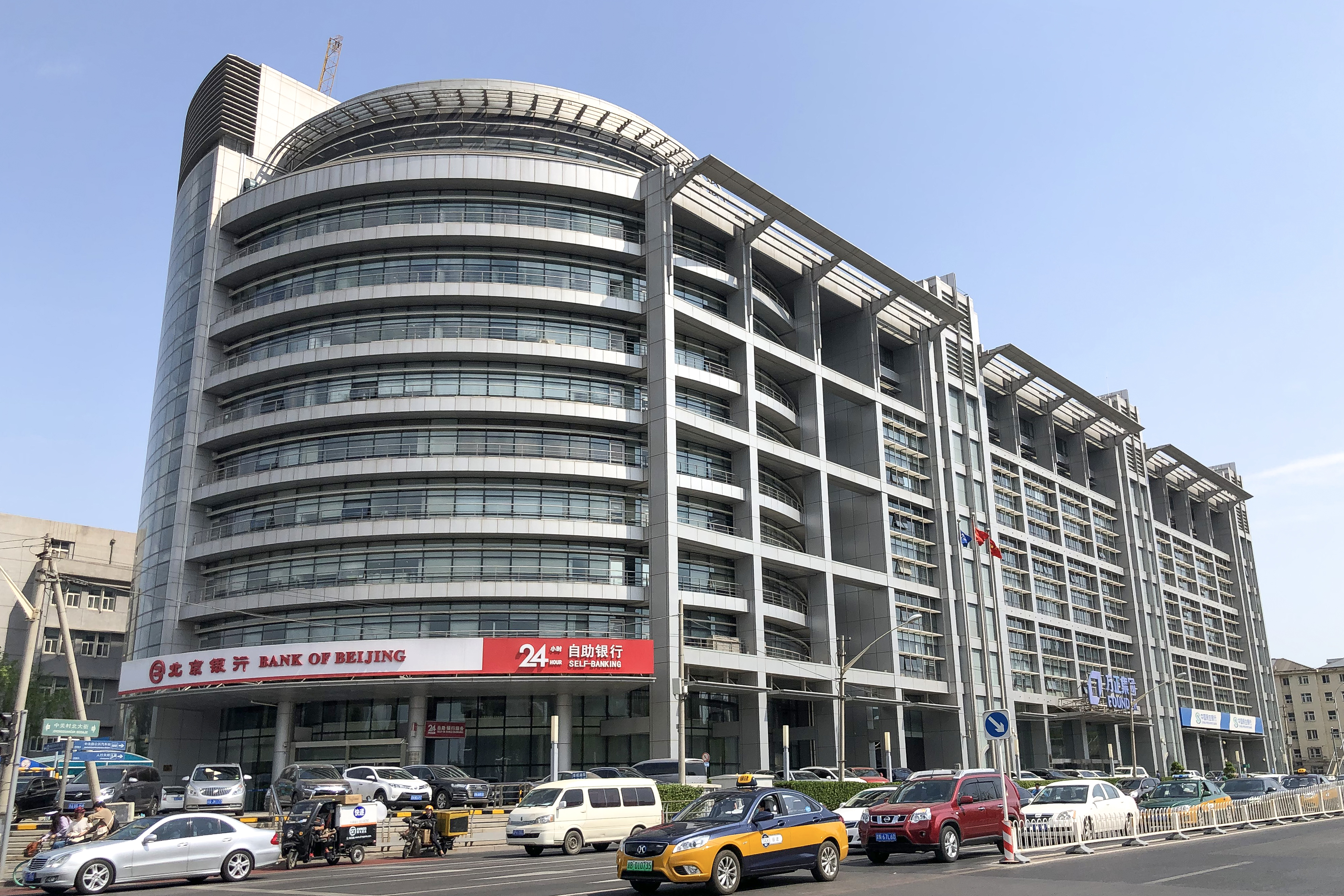
老方正总部（方正大厦），后更名为北大科技大厦

1999年，方正集團開發出一款名為細珊瑚體的字體以及名為胖娃体的楷書字體﹐方正字跡。2002年開發一款名為粗活意体的字體以及胖头鱼体。
2019年，北大方正，将“微软雅黑”字体商用问题摆上诉讼台。
2020年，北大方正集團被北京銀行申請破產重整。2021年6月，北大方正集团破产重组计划获得通过，集团及旗下4家子公司将以“资产出售式”的方式进行合并重整；集团破产前其债务总额达1469亿元人民币。
2023年2月17日，中國銀行保險監督管理委員會公告「原则同意北大方正集团财务有限公司进入破产程序」。